# 雷南·達爾·佐托
雷南·達爾·佐托（葡萄牙語：Renan Dal Zotto，1960年7月19日—），巴西男子排球运动员、教練。曾參加過三屆奧運會，以及曾任巴西國家男子排球隊的總教練。

## 執教生涯
作為教練，雷南主要在巴西的俱樂部工作，也曾在義大利執教過一個賽季，時間都是在90年代和2000年代。
2017年，他被任命為巴西男隊新任總教練，接替任職十六年的前任總教練貝爾納多·雷森德，直至2023年男子排球奧運資格賽結束。